# Jacob Metius
Jacob (Jacobus; às vezes James) Metius (depois de 1571–1628) foi um fabricante de instrumentos holandês e especialista em lentes de polimento. Ele é conhecido principalmente pelo pedido de patente que fez para um telescópio óptico em outubro de 1608, algumas semanas depois que Hans Lippershey apresentou uma patente para o mesmo dispositivo. Ele era irmão do geômetra e astrônomo Adriaan Metius.

## Biografia
Pouco se sabe sobre Jacob Metius, exceto que ele viveu sua vida em Alkmaar. Seu pai era Adriaan Anthonisz, um matemático / cartógrafo / engenheiro militar e burgomestre de Alkmaar, e seu irmão era Adriaan Metius. A data de nascimento de Jacob foi algum tempo depois de seu irmão (1571). Ele morreu em Alkmaar, sua data de morte geralmente dada em fontes como 1628 embora alguns a coloquem entre 1624 e 1631.

## Invenção do telescópio
Em outubro de 1608, os Estados Gerais discutiram o pedido de patente de Jacob Metius para um dispositivo para "ver coisas distantes como se estivessem próximas", consistindo em uma lente convexa e côncava em um tubo, e a combinação ampliada três ou quatro vezes. Seu uso de uma lente objetiva convexa e ocular côncava pode ter sido um projeto superior ao projeto do telescópio Lippershey que foi submetido à patente apenas algumas semanas antes de Metius.
Metius informou aos Estados Gerais que conhecia os segredos da fabricação de vidro e que poderia fazer um telescópio ainda melhor com o apoio do governo. O General dos Estados votou para ele um pequeno prêmio, embora tenha acabado empregando Lippershey para fazer versões binoculares do telescópio. Metius é descrito como se sentindo rejeitado pelos Estados Gerais, retirando sua patente e não permitindo que ninguém visse seu telescópio. Sua vontade e testamento ordenaram que todas as suas ferramentas e projetos fossem destruídos para evitar que qualquer outra pessoa lucrasse com eles.
Há uma alegação de Johannes Zachariassen, filho de Zacharias Janssen, de que Janssen havia inventado o telescópio e que (Adriaan) Metius e Cornelis Drebbel compraram um telescópio dele e de seu pai em 1620 e o copiaram, embora essa afirmação é colocado em dúvida desde que Adriaen Metius estava usando telescópios em 1613, Drebbel os descreveu em 1609 e Jacob Metius tentou patentear um em 1608.